# 邰姓
邰姓為中文姓氏之一，在《百家姓》中排名第270位。

## 起源
- 出於姜姓。后稷母族有邰氏。
- 始于姬姓。《百家姓考略》记载：帝尧封后稷于邰，子孙以邰为氏。
- 源于鲜卑族大利稽氏。他姓所改，为大利稽氏所改。据《周书》载，南北朝时，北魏有大利稽氏，入中原后改为邰氏，又据《通志·氏族略》载：“大利稽（三字姓）之为邰。”。

## 延伸阅读
[在维基数据编辑]
 《百家姓》
 《欽定古今圖書集成·明倫彙編·氏族典·邰姓部》，出自陈梦雷《古今圖書集成》